# Normand Lockwood
Normand Lockwood (* 19. März 1906 in New York City; † 9. März 2002 in Denver) war ein US-amerikanischer Komponist und Musikpädagoge.
Lockwoods Vater Samuel Pierson Lockwood war Violinist, Lehrer und Dirigent an der Musikschule der University of Michigan in Ann Arbor, seine Mutter spielte Violine im Streichquartett der Universität. Lockwood hatte in Ann Arbor ersten Klavierunterricht bei Otto J. Stahl und studierte bis 1924 an der Musikschule der University of Michigan.
Mit seinem Onkel, dem Pianisten Albert Lockwood, reiste er nach Europa und studierte 1924–25 Orchestration bei Ottorino Respighi in Rom. Es schloss sich ein Kompositionsstudium bei Nadia Boulanger (1926–28 und 1930–32) an. 1929 erhielt er den Rompreis und studierte bis 1932 an der American Academy in Rom.
Nach seiner Rückkehr in die USA wurde er Professor für Musiktheorie und Komposition am Oberlin College. Von 1942 bis 1948 lebte er als Empfänger eines Guggenheim-Stipendiums in New York, wo er als Komponist wirkte und u. a. an der Columbia University und am Union Theological Seminary Vorlesungen hielt.
1948 wurde er Professor für Musiktheorie und Komposition am Westminster Choir College, daneben gab er Gastvorlesungen am Queens College und an der Yale University. Von 1953 bis 1955 war er Rektor der Musikfakultät der Trinity University in San Antonio, Texas. Von 1957 bis 1961 hatte er Gastprofessuren an der University of Oregon und der University of Hawaii inne, danach war er bis zu seiner Emeritierung 1974 Professor an der University of Denver.